# Litoboř
Litoboř település Csehországban, Náchodi járásban. Litoboř Vestec, Hořičky, Lhota pod Hořičkami és Slatina nad Úpou településekkel határos. Lakosainak száma 110 fő (2024. január 1.).

## Népesség
A település lakosságának változását az alábbi diagram mutatja:
| Lakosok száma | 538  | 472  | 382  | 216  | 130  | 103  | 115  | 109  | 93   | 110  |
|               | 1869 | 1900 | 1921 | 1961 | 1980 | 2011 | 2016 | 2019 | 2021 | 2024 |